# Kohäsionsfonds
Der Kohäsionsfonds, einer der fünf Europäischen Struktur- und Investitionsfonds der Europäischen Union, finanziert Projekte, durch welche die Umwelt und die Integration in die transeuropäischen Verkehrsnetze gefördert werden sollen. Er wurde mit dem Ziel geschaffen, eine Konvergenz der europäischen Wirtschaftskräfte zu fördern und dadurch die europäische Währungsintegration zu flankieren.
Förderfähig sind diejenigen Mitgliedstaaten, in denen das Pro-Kopf-BNE unter 90 % des EU-Gemeinschaftsdurchschnitts liegt. Im Programmzeitraum 2021–2027 sind das die Staaten Bulgarien, Estland, Griechenland, Kroatien, Lettland, Litauen, Malta, Polen, Portugal, Rumänien, die Slowakei, Slowenien, Tschechien, Ungarn und Zypern. Im Zeitraum 2021–2027 stehen dem Kohäsionsfonds 42,6 Mrd. Euro (zu Preisen von 2018) zur Verfügung, 2014–2020 waren es 63,4 Mrd., 2007–2013 70 Mrd.
Damit soll der Kohäsionsfonds einen Beitrag zur dauerhaften Entwicklung der betreffenden Staaten und zur Festigung des Zusammenhalts innerhalb der Europäischen Union leisten. Neue Vorhaben aus den Kohäsionsfonds werden nur genehmigt werden, wenn das öffentliche Defizit des betreffenden Mitgliedstaates bei maximal 3 % des Bruttoinlandsproduktes liegt.